# Maibach (Poppenhausen)
Maibach ist ein Gemeindeteil der Gemeinde Poppenhausen im unterfränkischen Landkreis Schweinfurt in Bayern.

## Geographische Lage
Das Pfarrdorf Maibach liegt östlich von Poppenhausen an der Bundesstraße 286. Westlich von Maibach verlaufen in Nord-Süd-Richtung in Nord-Süd-Richtung die Bundesstraße 19 sowie die Bundesautobahn 71 mit der nahe gelegenen Anschlussstelle Poppenhausen 29. Maibach ist südwärts mit der B 286 und westwärts mit Poppenhausen verbunden.

## Geschichte
Die erste bekannte urkundliche Erwähnung von Maibach stammt vom 27. Juli 791 in Bezug auf eine Schenkung des Ortes an das Kloster Fulda. der Ortsname leitet sich vom althochdeutschen „matta“ (Matte, Wiese) oder vom mittelhochdeutschen „mad“ (das Mähen, Heu) ab.
Die Pfarrei des Ortes ist für das Jahr 1307 erstmals bezeugt; damals gehörte sie zum Domkapitel Würzburg. Die Entstehungszeit der Wehrkirche St. Kilian ist hingegen unbekannt. Von 1613 bis entstand die heutige St. Kilian-Kirche.
Zunächst gehörte der Ort zum Amt und Centgericht Ebenhausen. Im Jahr 1353 wurde er an das Hochstift Würzburg veräußert. Der Ort war im Lauf der Zeit im Besitz des Hochstifts und Domkapitels Würzburg, des Würzburger Stifts Haug, der Grafen von Henneberg sowie der Herren von Heßberg und von Reinstein.
Während des Bauernaufstandes von 1525, des Zweiten Markgrafenkrieges und des Dreißigjährigen Krieges wurde Maibach das Ziel von schwerwiegenden Plünderungen und Zerstörungen.
Am 1. Juli 1971 wurde Maibach im Rahmen der Gebietsreform in Bayern zu einem Gemeindeteil von Poppenhausen.

## Persönlichkeiten
- Alois Josef Ruckert (1846–1916), Lehrer und Schriftsteller, Ruckert wirkte ab 1877 als Lehrer in Maibach und verfasste hier erste Mundartgedichte